# Rund um die Nürnberger Altstadt 2008
Il Rund um die Nürnberger Altstadt 2008, diciottesima edizione della corsa, valido come evento dell'UCI Europe Tour 2008 categoria 1.1, si svolse il 14 settembre 2008 su un percorso di 143 km. Fu vinto dal tedesco André Greipel, che terminò la gara in 3h 06' 41" alla media di 45,96 km/h.
Alla partenza erano presenti 113 ciclisti, dei quali 101 portarono a termine il percorso.

## Ordine d'arrivo (Top 10)
| Pos. | Corridore        | Squadra        | Tempo    |
| ---- | ---------------- | -------------- | -------- |
| 1    | André Greipel    | Columbia       | 3h06'41" |
| 2    | Jure Kocjan      | Perutnina Ptuj | s.t.     |
| 3    | Steffen Radochla | ELK Haus       | s.t.     |
| 4    | Dennis Pohl      | 3C-Lamonta     | s.t.     |
| 5    | Sebastian Forke  | 3C-Lamonta     | s.t.     |
| 6    | Marco Corsini    | NGC Medical    | s.t.     |
| 7    | André Schulze    | PSK Whirlpool  | s.t.     |
| 8    | Hans Dekkers     | Mitsubishi     | s.t.     |
| 9    | Reinier Honig    | P3 Transfer    | s.t.     |
| 10   | Thomas Fothen    | Gerolsteiner   | s.t.     |